# Doëg

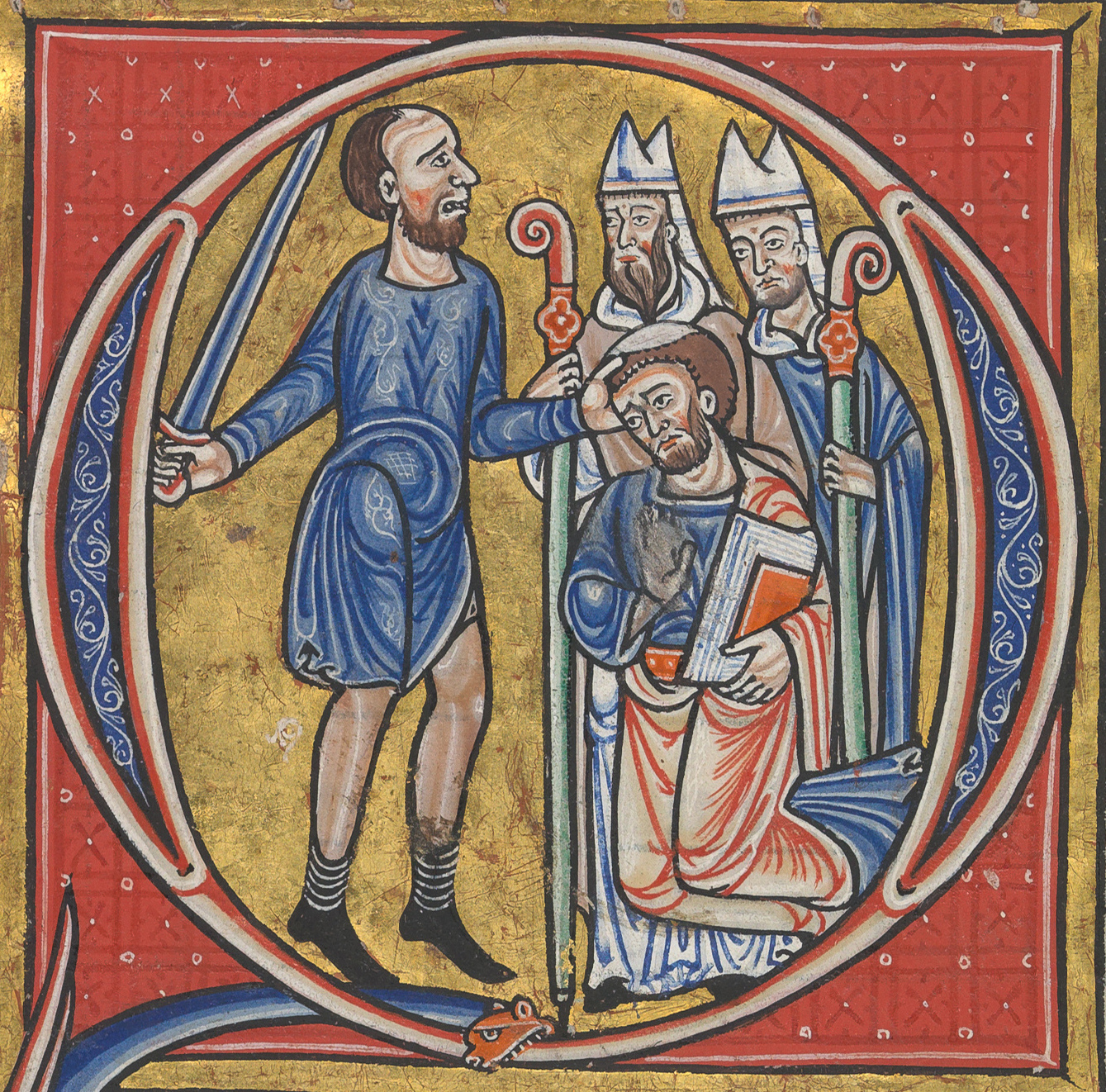
Doëg tötet den Obersten Priester von Nob

Doëg ist ein im Alten Testament namentlich erwähnter Mann.

## Etymologie
Der Name Doëg wird im masoretischen Text hauptsächlich דֹּאֵג do’eg geschrieben, in Ps 52,2  liegt dagegen mit דֹּואֵג dô’eg Plene-Schreibung vor. Die Herkunft des Namens ist nicht bekannt. Die Septuaginta gibt den Namen mit altgriechisch Δωηκ dōēk wieder, die Vulgata mit lateinisch Doëg.

## Biblische Erzählung
Doeg entstammte dem Stamm der Edomiter und diente im Heer König Sauls. Außerdem erwähnt die Bibel noch, dass er im Gefolge Sauls als Herr über die Hirten eingesetzt war. Doegs Hauptaufgabe jedoch war das Ausspionieren von Feinden Sauls, so auch das Bespitzeln von dessen gefährlichstem Gegner, seines Schwiegersohnes David.
David, der vor Sauls Eifersucht nach Nob, einer kleinen Siedlung von Priestern, geflüchtet war, hatte dort von Ahimelech, dem Obersten Priester, Speise und Trank und beim Abschied das Schwert Goliaths erhalten, den er Jahre zuvor getötet hatte. Dies bekam Doeg mit und meldete es umgehend Saul. Dieser ließ daraufhin alle Priester von Nob ermorden, da sie David geholfen hatten zu entkommen. Weitere Informationen über Doeg gibt die Bibel nicht.
Ob ein Mann dieses Namens existiert hat, bleibt umstritten. Da jedoch das 1. Buch Samuel, in dem die Ereignisse ihren Platz finden, aus der jüdisch-historischen Sicht relativ detailliert die Lebensgeschichte Davids erzählt, kann man dem Ereignis um die Priester von Nob und dem Verrat des Doeg einen hohen Grad von Authentizität beimessen.

## Verfilmungen
Sowohl in dem Film König David (1985) als auch in Die Bibel – David (1997) wird das Ereignis um die Priesterschaft von Nob dargestellt.
In König David verkörpert der Kanadier Christopher Malcolm Doeg und in Die Bibel – David ein nicht im Abspann erwähnter Marokkaner.